# Єника
Є́ника — річка в Україні, в межах Ізмаїльського району Одеської області. Впадає в Гасанську затоку озера Катлабух (басейн Дунаю).

## Опис
Довжина 26 км, площа водозбірного басейну 243 км². Похил річки 1,3 м/км. Долина коритоподібна, завширшки до 2,2 км. Річище слабозвивисте, завширшки пересічно 2 м, частково зарегульоване. Влітку часто пересихає. Споруджено кілька ставків. Використовується на водопостачання та потреби сільського господарства.

## Розташування
Єника бере початок на північ від села Кирнички. Тече переважно на південь. Впадає до Гасанської затоки озера Катлабух біля східної околиці села Вишневого.